# Rutherford B. Hayes
Pour les articles homonymes, voir Hayes.
Rutherford Birchard Hayes, né le 4 octobre 1822 à Delaware (Ohio) et mort le 17 janvier 1893 à Fremont (Ohio), est un avocat, militaire et homme d'État américain. Il est le 19e président des États-Unis, en fonction de 1877 à 1881. Après une élection contestée en 1876, il supervise la fin de la Reconstruction et restaure la confiance dans le gouvernement fédéral. Hayes, membre du Parti républicain, est réformateur et ses décisions permettent d'apaiser les divisions issues de la guerre de Sécession tout en ouvrant la voie à une vaste réforme de l'administration.
Hayes fait des études de droit et devient avocat à Cincinnati de 1858 à 1861. Au début de la guerre de Sécession, il rejoint l'armée de l'Union. Après cinq blessures, il gagne une réputation de bravoure au combat et reçoit le grade de major-général. Lorsque le conflit prend fin, il est élu à la Chambre des représentants pour le parti républicain de 1865 à 1867 puis quitte le Congrès lors de sa nomination au titre de candidat républicain pour devenir gouverneur de l'Ohio. Il est élu et reste en fonction de 1868 à 1872. À la fin de son mandat, il reprend une activité de juriste puis redevient gouverneur entre 1876 et 1877.
En 1876, Hayes est élu président après l'une des élections les plus frauduleuses et les plus disputées de l'histoire américaine. Même si le candidat démocrate Samuel Jones Tilden remporte la majorité du vote populaire, Hayes est proclamé vainqueur avec une unique voix d'avance au sein du Collège électoral après des semaines de controverse. Le résultat est le compromis de 1877 par lequel les démocrates acceptent la victoire de Hayes en échange de la fin de l'occupation militaire des États du Sud des États-Unis. Cela entraîne la chute des gouvernements républicains et la création du Solid South, désignant la domination démocrate sur le Sud pendant près d'un siècle.
Hayes croit dans les bienfaits de la méritocratie, l'égalité des chances quelle que soit la race, la couleur de peau et l'ascension sociale via l'éducation. En tant que président, il lance de modestes réformes administratives qui préparent la voie aux futures réformes des années 1880 et 1890. Il rétablit l'unité des États-Unis en nommant des démocrates sudistes ex-confédérés dans son gouvernement. Il met son veto au Bland-Allison Act qui aurait réintroduit le bimétallisme et accru l'inflation, estimant que le maintien de l'étalon-or est essentiel à la reprise économique après le krach de 1873. Ses politiques envers les Amérindiens anticipent le programme d'assimilation du Dawes Act de 1887. Hayes respecte sa promesse de ne pas briguer un second mandat et quitte la Maison-Blanche au bout de 4 ans pour retourner dans l'Ohio, où il devient l'avocat de réformes sociales et éducatives.

## Jeunesse

### Enfance et famille

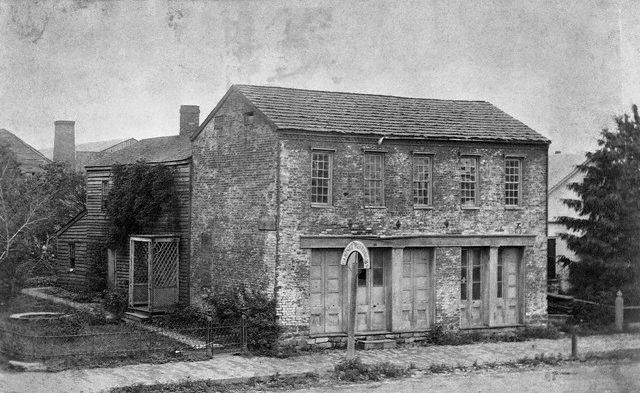
Maison d'enfance de Hayes à Delaware, dans l'Ohio, photographiée en 1876.

Rutherford Birchard Hayes naît à Delaware dans l'Ohio le 4 octobre 1822. Il est le fils de Sophia Birchard et de Rutherford Hayes. Le père de Hayes, commerçant du Vermont, emmène sa famille dans l'Ohio en 1817 mais meurt dix jours avant la naissance de son fils. Sophia, qui ne se remaria jamais, reste donc seule pour élever le jeune Rutherford et sa sœur, Fanny, les deux seuls des quatre enfants qui arrivèrent à l'âge adulte. Le jeune frère de Sophia, Sardis Richard, vit avec la famille durant quelques années. Il est très proche de Hayes qui le considère alors comme une figure paternelle et contribue à son éducation.
Du côté de sa mère comme de son père, la famille de Hayes est solidement ancrée en Nouvelle-Angleterre. Son plus ancien aïeul émigre d'Écosse vers le Connecticut en 1625. L'arrière-grand-père de Hayes, Ezekiel Hayes, est capitaine de milice durant la guerre d'indépendance des États-Unis mais son fils, également prénommé Rutherford, quitte sa résidence de New Haven durant la guerre pour la paix relative du Vermont. Les ancêtres de Sophia arrivent dans le Vermont à peu près à la même période et la plupart de ses proches hors de l'Ohio continuaient d'y résider. John Noyes, oncle par alliance, est le partenaire du père de Rutherford dans le Vermont et par la suite élu au Congrès. Sa cousine, Mary Jane Noyes Mead, est la mère du sculpteur Larkin Goldsmith Mead et de l'architecte William Mead. John Humphrey Noyes, le fondateur de la communauté d'Oneida est également l'un de ses cousins.

### Études et début de sa carrière de juriste
Hayes alla à l'école publique de Delaware dans l'Ohio et fut inscrit en 1836 à l'école méthodiste de Norwalk. Bon élève, il fut transféré dans une classe préparatoire à Middletown dans le Connecticut où il étudia le latin et le grec ancien. Il retourna dans l'Ohio où il entra au Kenyon College de Gambier en 1838. Il appréciait la vie à Kenyon et fut un élève brillant ; il rejoignit diverses sociétés étudiantes et se rapprocha des idées du parti whig. Il fut diplômé avec les honneurs et termina major de sa promotion en 1842.
Après avoir été brièvement juriste à Columbus dans l'Ohio, Hayes partit vers l'est et entra à la prestigieuse faculté de droit de Harvard en 1843. Diplômé bachelier es loi, il fut admis au barreau de l'Ohio en 1845 et ouvrit son cabinet d'avocat à Lower Sandusky (aujourd'hui Fremont). Les affaires n'étaient initialement pas très nombreuses mais il attira quelques clients et représenta son oncle Sardis dans un litige foncier. En 1847, Hayes tomba malade de ce que les docteurs pensaient être une tuberculose. Pensant qu'un changement de climat l'aiderait, il réfléchit à la possibilité de s'engager dans la guerre américano-mexicaine mais sur les conseils de son médecin, il alla voir sa famille en Nouvelle-Angleterre. Après son retour, Hayes et son oncle Sardis firent un long voyage au Texas pour rendre visite à Guy M. Bryan, camarade de Kenyon et parent éloigné. Les affaires restaient maigres à son retour à Lower Sandusky et Hayes décida de s'installer à Cincinnati.

### Affaires à Cincinnati et mariage

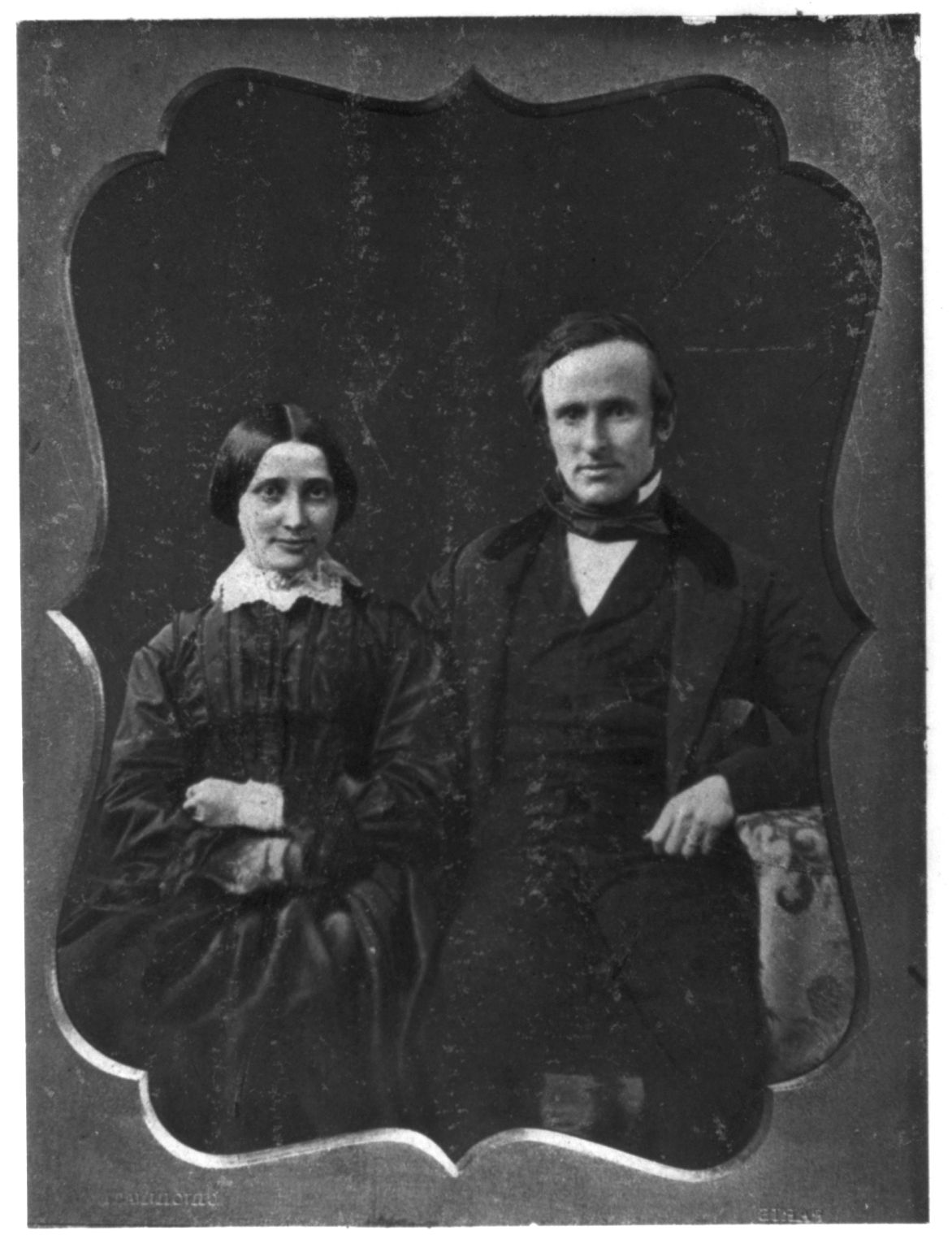
Rutherford et Lucy Hayes le jour de leur mariage.

Hayes arriva à Cincinnati en 1850 et ouvrit un cabinet avec John W. Herron, un avocat de Chillicothe,. Par la suite Herron rejoignit un cabinet bien implanté et Hayes forma un nouveau partenariat avec William K. Rogers et Richard M. Corwine. Les affaires étaient plus nombreuses à Cincinnati et Hayes appréciait la vie dans une grande ville ; Il rejoignit la Société littéraire de Cincinnati et l'Odd Fellows Club et assista aux cérémonies à l'Église épiscopale sans en devenir membre. Hayes fit la cour à sa future épouse, Lucy Webb, à Cincinnati. Sa mère avait encouragé Hayes à se rapprocher de Lucy quelques années auparavant mais Hayes considérait qu'elle était trop jeune et concentra son attention sur d'autres femmes. Quatre années après, Hayes commença à passer plus de temps avec Lucy. Ils se fiancèrent en 1851 et se marièrent le 30 décembre 1852 dans la maison de la mère de Lucy. Au cours des cinq années suivantes, Lucy donna naissance à trois fils : Birchard Austin (1853), Webb Cook (1856) et Rutherford Platt (1858). Lucy, une méthodiste, abstème et abolitionniste influença les positions politiques de son mari même si ce dernier ne rejoignit jamais formellement son église.
Hayes avait commencé sa carrière de juriste en traitant principalement des litiges commerciaux mais il se fit connaître en tant qu'avocat dans des affaires criminelles où il défendit plusieurs accusés de meurtre. Dans un cas, il plaida la folie qui évita la potence à sa cliente qui fut néanmoins internée. Hayes était demandé pour assurer la défense des esclaves en fuite qui étaient des criminels selon le récent Fugitive Slave Act de 1850. Comme Cincinnati n'était séparé du Kentucky, un état esclavagiste, que par le fleuve Ohio, les cas de ce type étaient nombreux. En tant qu'abolitionniste convaincu, Hayes trouvait la défense des esclaves fugitifs à la fois gratifiante et politiquement utile car elle accroissait sa cote au sein du nouveau parti républicain. Hayes déclina une offre républicaine pour devenir juge en 1856. Deux ans plus tard, certains républicains lui proposèrent à nouveau un poste de juge et il considéra cette possibilité jusqu'à ce que le poste de solicitor municipal ne devienne également vacant. Il fut élu par le conseil municipal et sa nomination fut confirmée par une élection à ce poste en avril 1859 pour deux années de plus.

## Guerre de Sécession

### Virginie occidentale et South Mountain

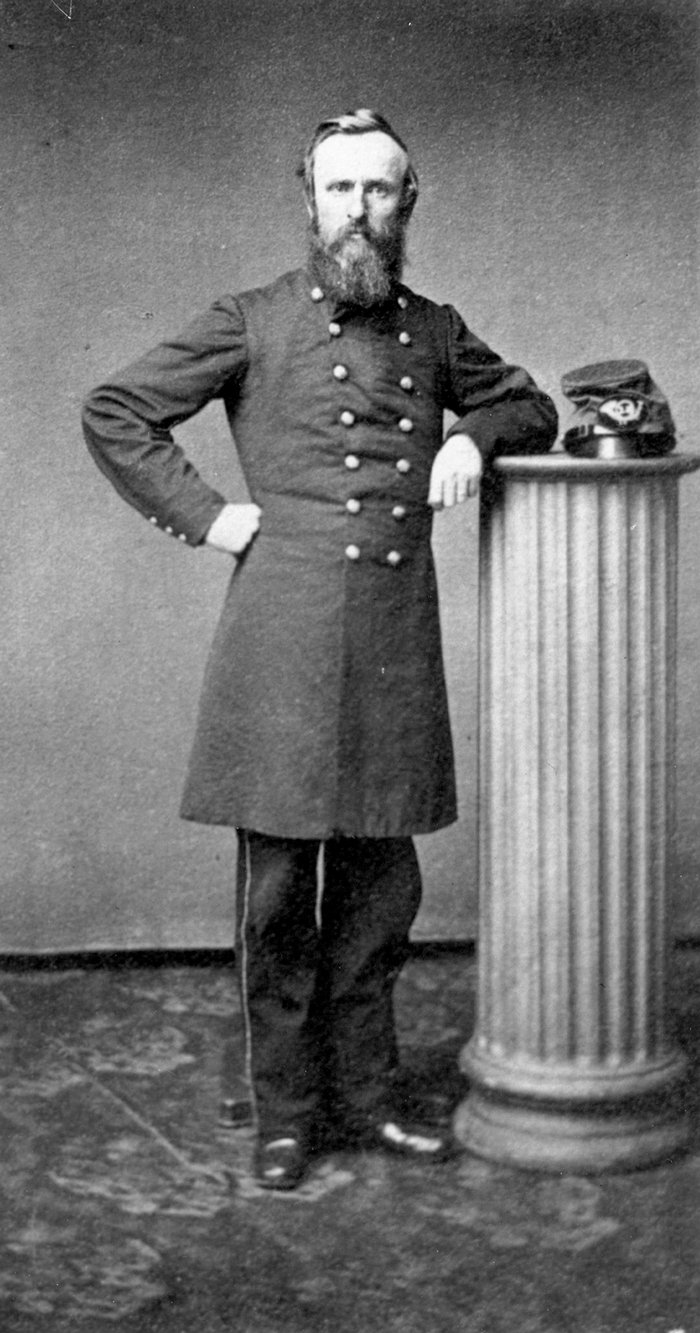
Hayes en uniforme militaire en 1861

Alors que les États du sud commençaient à faire sécession après l'élection d'Abraham Lincoln à la présidence en 1860, Hayes n'était pas enthousiaste à l'idée d'une guerre civile pour restaurer l'Union. Considérant que les deux camps pouvaient être irréconciliables, il suggéra que l'Union « les laisse partir ». Bien que l'Ohio ait voté pour Lincoln en 1860, les électeurs se détournèrent du parti républicain après la sécession et les démocrates et les Know-Nothings remportèrent largement les élections municipales en avril 1861, évinçant du même coup Hayes de son poste de solicitor. Hayes forma un nouveau partenariat avec Leopold Markbreit et retourna à son métier de juriste. Après que la Confédération a bombardé Fort Sumter en avril, Hayes abandonna ses doutes et rejoignit une compagnie de volontaires composée de ses amis de la Société littéraire. En juin, le gouverneur William Dennison nomma plusieurs officiers de la compagnie de volontaire à des postes de commandement au sein du 23e régiment d'infanterie de l'Ohio. Hayes fut promu au rang de major et son camarade d'école et ami Stanley Matthews fut nommé lieutenant-colonel ; Un futur président rejoignit également le régiment en tant que simple soldat : William McKinley.
Après un mois d'entraînement, Hayes et le 23e régiment furent envoyés en Virginie occidentale en juillet 1861 au sein de la division Kanawha. L'unité passa plusieurs mois à l'arrière du front jusqu'en septembre où elle affronta les Confédérés à Carnifex Ferry dans l'actuelle Virginie-Occidentale et parvint à les repousser. En novembre, Hayes fut promu lieutenant-colonel (Matthews ayant été nommé colonel dans un autre régiment) et mena ses troupes à l'intérieur de la Virginie occidentale où elles s'installèrent pour l'hiver. La division reprit son avancée au printemps suivant et Hayes organisa plusieurs raids contre les Confédérés au cours desquels il fut légèrement blessé au genou. En septembre 1862, le régiment de Hayes fut envoyé à l'est pour soutenir l'armée de Virginie du général John Pope lors de la seconde bataille de Bull Run. Le régiment arriva trop tard pour la bataille mais rejoignit l'armée du Potomac qui se hâtait vers le nord pour couper la route de l'armée de Virginie du Nord du général Robert E. Lee qui avançait dans le Maryland. En progressant vers le nord, le 23e régiment affronta les Confédérés à la bataille de South Mountain le 14 septembre. Hayes mena une charge contre une position retranchée et reçu une balle dans le bras gauche qui lui fractura l'os. Un de ses hommes fit un garrot pour stopper l'hémorragie et il continua de mener ses soldats. Le régiment participa à la bataille d'Antietam mais Hayes fut indisponible pour le reste de la campagne. En octobre, il fut promu colonel et commanda la 1re brigade de la division Kanawha en tant que brigadier-général breveté.

### Armée de la Shenandoah

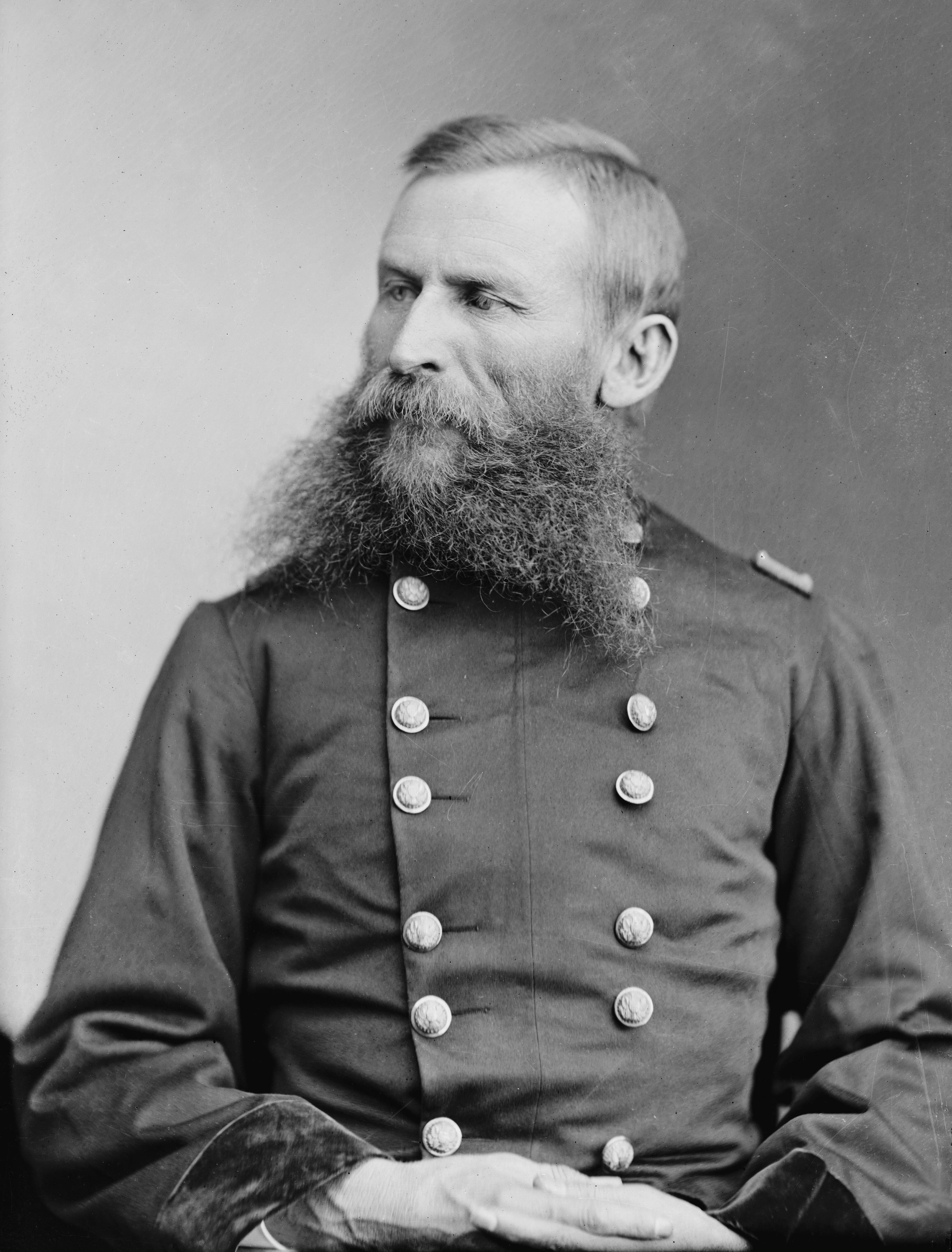
George Crook était le commandant de Hayes qui nomma son quatrième fils en son honneur.

La division passa l'hiver suivant et le printemps près de Charleston dans l'actuelle Virginie occidentale à l'écart de l'ennemi. Hayes ne participa pas à des combats jusqu'en juillet 1863 lorsque la division eut un accrochage avec la cavalerie de John Hunt Morgan lors de la bataille de Buffington Island. De retour à Charleston pour le reste de l'été, Hayes passa l'automne à encourager les hommes du 23e régiment à se réengager et beaucoup le firent. En 1864, la structure de commandement de l'armée en Virginie occidentale fut réorganisée et la division de Hayes fut assignée à l'armée de Virginie-Occidentale de George Crook. Progressant dans le sud-ouest de la Virginie, ils détruisirent les mines de sel et de plomb confédérées. Le 9 mai, ils engagèrent les troupes confédérées lors de la bataille de Cloyd's Mountain où Hayes et ses hommes s'emparèrent les positions retranchées ennemies. Les troupes de l'Union poursuivirent les Confédérés en déroute et détruisirent leur ravitaillement.
Hayes et sa brigade furent envoyés dans la vallée de Shenandoah pour la campagne de 1864. Les troupes de Crook étaient rattachées à l'armée de la Shenandoah du major-général David Hunter. Lexington fut pris le 11 juin et en avançant vers le sud vers Lynchburg, les troupes de Hunter détruisirent les chemins de fer tout en avançant. Hunter croyait que les troupes à Lynchburg étaient trop puissantes et Hayes retourna en Virginie occidentale. Il considérait que Hunter manquait d'agressivité et écrivit dans une lettre que « Crook aurait pris Lynchburg ». Avant que l'armée n'ait pu faire une nouvelle tentative, le raid du général confédéré Jubal Anderson Early dans le Maryland força les troupes de l'Union à se replier vers le nord. L'armée d'Early les intercepta à Kernstown le 24 juillet et Hayes fut légèrement blessé à l'épaule.
Lors de la retraite dans le Maryland, l'armée fut à nouveau réorganisée et le major-général Philip Sheridan remplaça Hunter. En août, Early commença à se retirer le long de la vallée de Shenandoah poursuivit par Sheridan. Les troupes de Hayes menèrent l'assaut à bataille de Berryville et avancèrent jusqu'à Opequon Creek où elles brisèrent les lignes adverses avant de poursuivre les Confédérés vers le sud. Ils remportèrent deux nouvelles victoires à Fisher's Hill le 22 septembre et à Cedar Creek le 19 octobre. À Cedar Creek, Hayes se foula la cheville en tombant de cheval et fut légèrement blessé à la tête. Le commandement de Hayes attira l'attention de ses supérieurs et Ulysses S. Grant écrivit plus tard de Hayes que « sa conduite sur le terrain était marquée par une audace remarquable et par des qualités supérieures à celle du simple courage personnel ».
Cedar Creek marqua la fin de la campagne. Hayes fut promu brigadier-général en octobre 1864 et breveté major-général. Vers cette époque, Hayes apprit la naissance de son quatrième fils, George Crook Hayes. Au printemps 1865, la guerre se termina rapidement avec la reddition de Lee à Grant lors de la bataille d'Appomatox. Hayes visita Washington en mai et participa à la grande revue des armées après quoi le 23e régiment fut dissous et Hayes quitta l'armée.

## Après-guerre

### Congrès

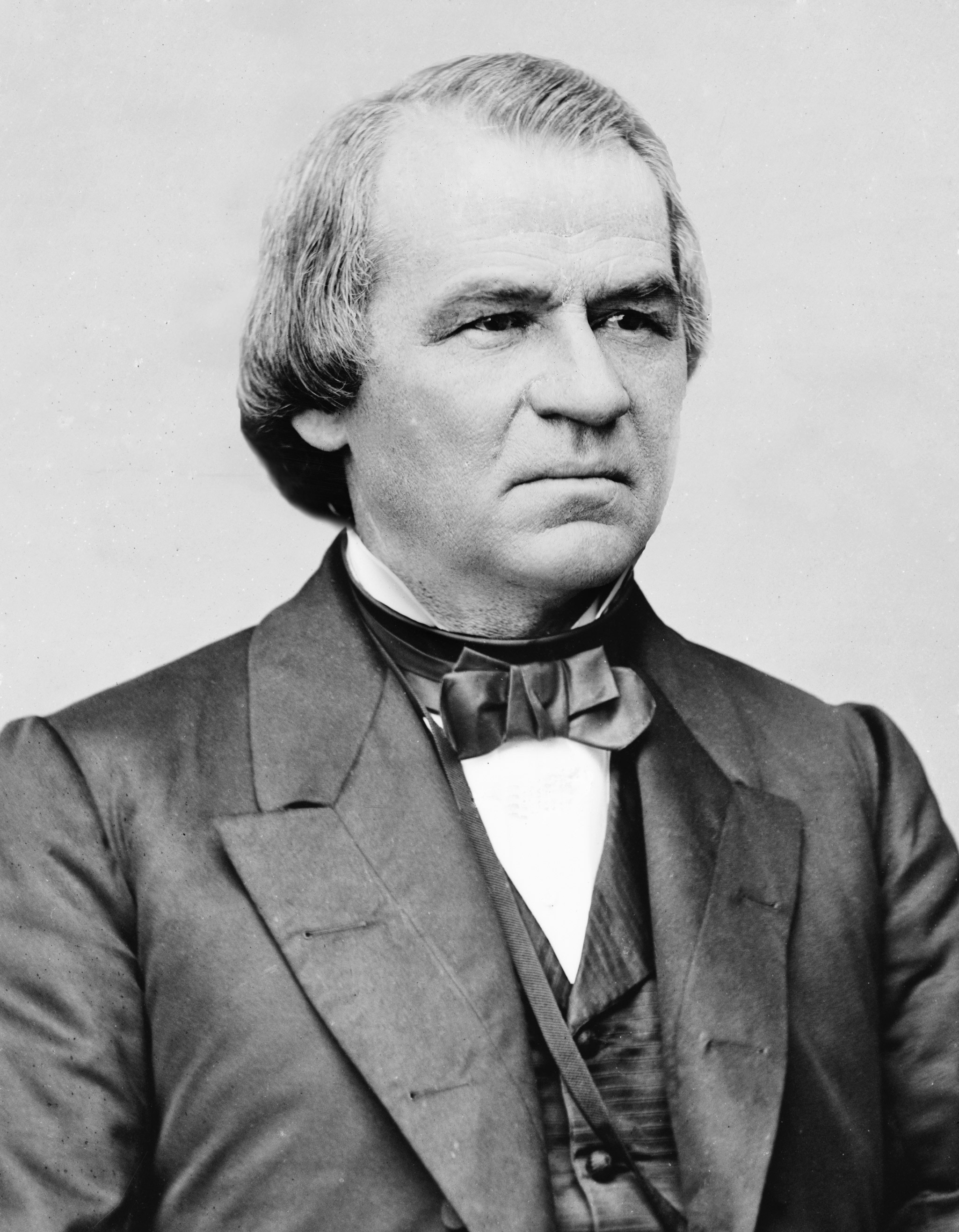
Le président Andrew Johnson s'opposa aux républicains du Congrès sur la question de la Reconstruction.

Tandis qu'il servait dans l'armée de la Shenandoah en 1864, Hayes reçut la nomination républicaine pour le 2e district de l'Ohio à la Chambre des représentants. Lorsque ses amis lui demandèrent de quitter l'armée pour faire campagne, Hayes refusa en déclarant qu'« un officier expérimenté qui abandonnerait son devoir pour briguer un siège au Congrès devrait être scalpé ». Au lieu de cela, Hayes rédigea de nombreuses lettres expliquant ses positions politiques destinées aux électeurs et il fut élu contre le détenteur de la fonction, le démocrate Alexander Long par 2 400 voix d'avance.
Lorsque le Congrès se rassembla en décembre 1865, Hayes faisait partie d'une large majorité républicaine. Il se considérait comme un modéré mais votait généralement avec les radicaux républicains pour sauvegarder l'unité du parti. La législation principale du Congrès fut le 14e amendement de la Constitution protégeant les anciens esclaves qui fut adopté par les deux chambres en juin 1866. Les opinions politiques de Hayes étaient alignées avec celles de ses collègues républicains sur la question de la Reconstruction : le Sud devait être réintégré au sein de l'Union mais pas sans protections adéquates pour les noirs. À l'inverse, le président Andrew Johnson voulait réintégrer au plus vite les anciens États sécessionnistes sans s'assurer au préalable qu'ils avaient adoptés des lois protégeant les droits des esclaves nouvellement affranchis et il proposa l'amnistie pour la plupart des anciens dirigeants confédérés. Hayes et de nombreux républicains étaient en désaccord avec cette vision. Ils travaillèrent au rejet du projet de Jonhson et firent passer le Civil Rights Act de 1866 pour protéger les droits des noirs. Réélu en 1866, Hayes retourna à la lame duck session du Congrès pour voter le Tenure of Office Act qui empêchait Johnson de limoger les membres de son Cabinet sans l'accord du Congrès. Il vota également pour une réforme du service public qui attira les voix de nombreux républicains réformistes mais ne fut pas adoptée. Hayes continua de voter avec sa majorité lors du 40e Congrès sur les Reconstruction Acts mais démissionna en juillet 1867 pour briguer le poste de gouverneur.

### Gouverneur de l'Ohio
Avec sa popularité de congressiste et du fait de son statut d'ancien soldat, Hayes était considéré par les républicains de l'Ohio comme un excellent candidat pour l'élection de 1867. Il fit campagne pour un amendement à la constitution de l'Ohio qui garantirait le droit de vote des noirs. L'opposant de Hayes, Allen Granberry Thurman, fit de l'amendement la question centrale de la campagne et les deux candidats firent une campagne effrénée avec des discours dans tout l'État principalement sur la question du suffrage. L'élection fut une déception pour les républicains car l'amendement fut rejeté et les démocrates avaient remporté la majorité à l'assemblée de l'Ohio. Hayes pensa avoir également perdu mais le décompte des votes lui donna finalement une avance de 2 983 voix sur 484 603 suffrages exprimés.
En tant que gouverneur républicain avec une législature démocrate, Hayes n'avait pas beaucoup de pouvoirs sur les décisions prises d'autant plus que le gouverneur de l'Ohio ne dispose pas d'un droit de veto. En dépit de ces restrictions, Hayes supervisa la construction d'une école pour sourds-muets et une réforme de l'éducation des filles. Il approuva l'impeachment du président Andrew Johnson et demanda sa condamnation mais la procédure échoua au Sénat à une voix près. Nommé pour un second mandat en 1869, Hayes fit campagne une fois de plus pour l'égalité des noirs de l'Ohio et chercha à présenter son opposant démocrate George H. Pendleton comme un raciste. Hayes fut élu avec une majorité accrue, les républicains obtinrent la majorité à la législature et votèrent le 15e amendement de la Constitution qui garantissait le droit de vote des afro-américains. Avec une majorité républicaine, le second mandat fut plus agréable pour Hayes et il fut satisfait de voir le droit de vote élargi et la création de l'université d'État de l'Ohio. Il proposa également la réduction des taxes et une réforme du système carcéral. Ayant choisi de ne pas se représenter, Hayes se retira de la vie politique en 1872.

### Vie privée et retour en politique

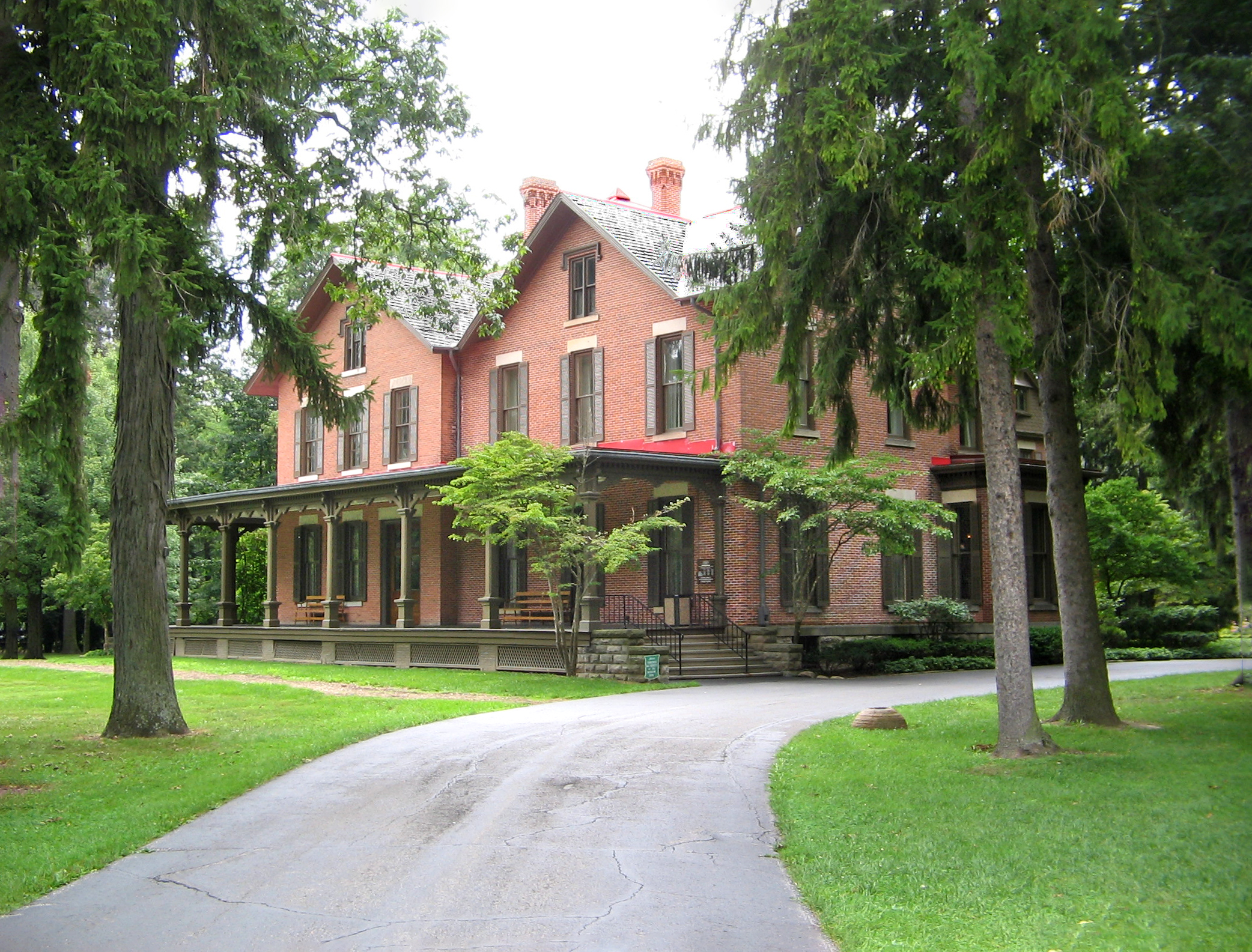
Spiegel Grove à Fremont dans l'Ohio

Alors qu'Hayes se préparait à quitter son poste, plusieurs délégations de républicains réformateurs le pressèrent de se présenter contre le sénateur également républicain de l'Ohio, John Sherman. Hayes déclina les propositions pour préserver l'unité du parti et retourner à la vie civile. Hayes voulait en effet se consacrer à sa famille et à ses deux nouveaux enfants, Fanny et Scott nés respectivement en 1867 et 1871,. Hayes chercha initialement à promouvoir une extension du chemin de fer dans sa ville de Fremont et passa le reste de son temps à gérer quelques propriétés qu'il avait acheté à Duluth dans le Minnesota. Ne s'étant pas entièrement retiré de la vie politique, Hayes espérait être nommé au Cabinet mais fut déçu de ne recevoir qu'une proposition d'assistant trésorier à Cincinnati qu'il refusa. Il accepta également de concourir pour son ancien siège à la Chambre des représentants en 1872 mais ne fut pas déçu lorsqu'il perdit l'élection contre un ancien camarade du Kenyon College, Henry B. Banning. En 1873, Lucy donna naissance à un nouveau fils, Manning Force Hayes,. La même année, la panique de 1873 bouscula l'économie américaine et les affaires de Hayes. Son oncle Sardis Birchard mourut peu de temps après et la famille déménagea à Spiegel Grove, la grande maison que Hayes avait fait construire. Hayes préférait rester en dehors de la politique pour pouvoir payer les dettes contractées durant la panique mais lorsque la convention républicaine le choisit en 1875 pour le poste de gouverneur, il accepta. La campagne face au candidat démocrate William Allen se concentra principalement sur les craintes des protestants d'une possible aide financière aux écoles catholiques. Hayes était opposé à un tel financement et bien qu'il ne soit pas connu pour être personnellement anti-catholique, il utilisa la ferveur anti-catholique pour sa campagne. Hayes fut élu au poste de gouverneur avec 5 544 voix d'avance.

## Élection de 1876

### Campagne électorale

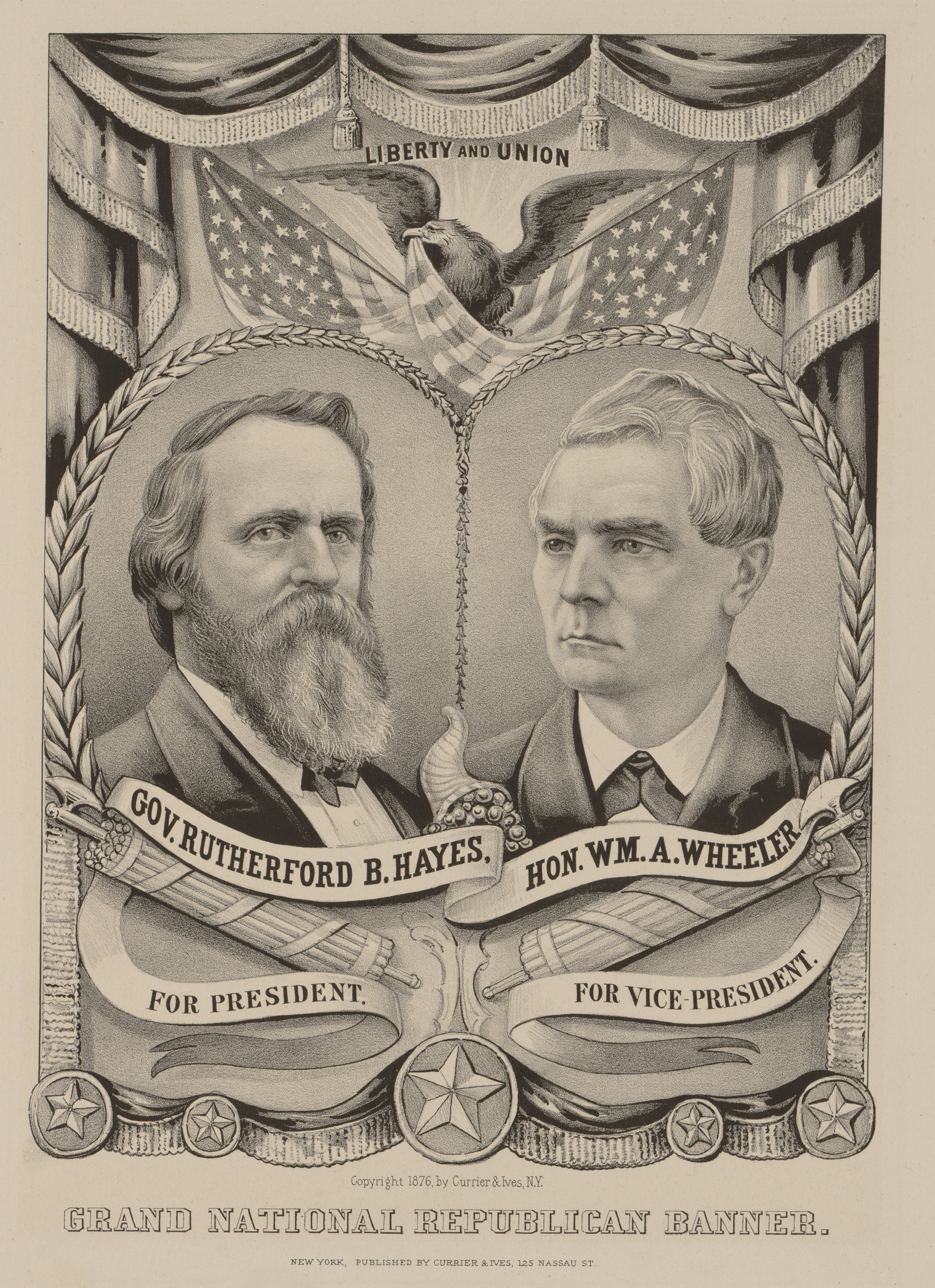
Affiche de campagne du ticket Hayes/Wheeler

Le succès de Hayes dans l'Ohio l'éleva immédiatement au rang des grands favoris pour l'élection présidentielle de 1876. La délégation de l'Ohio à la convention républicaine était rassemblée derrière lui et le sénateur John Sherman fit tout ce qui était en son pouvoir pour porter la nomination de Hayes. En juin 1876, la convention débuta avec James G. Blaine du Maine en favori. Blaine obtint une large avance au premier tour mais ne parvint pas à rassembler une majorité. Comme il ne parvenait pas à obtenir la majorité des voix, les délégués cherchèrent un nouveau candidat et Hayes fut choisi au septième tour. La convention choisit ensuite le représentant William A. Wheeler de l'État de New York pour briguer la vice-présidence, un homme dont Hayes avait récemment dit « J'ai honte de demander : Qui est Wheeler? »
Le candidat démocrate était Samuel J. Tilden, le gouverneur de l'État de New York. Il était considéré comme un adversaire redoutable qui disposait, comme Hayes, d'une réputation d'honnêteté. De même, Tilden était un partisan de l'étalon-or et d'une réforme de la fonction publique. Les deux candidats firent une « campagne de perron », typique de l'époque, dans laquelle le candidat ne faisait pas campagne personnellement mais recevait des délégations et faisait des discours depuis sa propre maison. La mauvaise santé de l'économie avait rendu le parti républicain au pouvoir impopulaire et Hayes pensa qu'il allait perdre l'élection. Surtout, le Parti républicain souffre de son image après les nombreux scandales de corruption sous l'administration Grant. Le sénateur James Grimes décrit alors son parti comme « le parti politique le plus corrompu et le plus débauché qui ait jamais existé de par le monde ».
Les deux hommes concentrèrent leurs efforts sur les swing states de New York et de l'Indiana de même que sur les trois États du Sud, Louisiane, Caroline du Sud et Floride, où les gouvernements de Reconstruction étaient toujours en place. Les républicains mirent l'accent sur le danger de laisser les démocrates gouverner la nation alors que les démocrates sudistes avaient déclenché la guerre civile à peine quinze ans plus tôt et sur la menace qu'une administration démocrate ferait peser sur les récents droits civiques des Noirs du Sud. De leur côté, les démocrates rappelèrent le bilan de Tilden qui contrastait avec la corruption au sein de l'administration Grant.
La campagne fut l'une des plus frauduleuses de l'histoire des États-Unis. Les électeurs noirs furent l'objet de manœuvres d'intimidation dans tout le Sud. Les bulletins de vote furent en grand nombre falsifiés dans l'Oregon, en Caroline du Sud, en Floride, en Louisiane et en Géorgie. En Floride, la Central Railroad remit à ses employés des bulletins de vote numérotés en faveur du Parti démocrate et avertit que tous les employés dont le bulletin ne réapparaitraient pas seraient renvoyés. Des trains transportant les urnes vers des localités jugées favorables à la partie adverse furent attaqués aussi bien par des Démocrates que des Républicains et les urnes volées. À Washington, des Républicains montèrent un « réseau de la poste » qui détourna de fortes sommes pour financer la campagne de Hayes, corrompre des agents et acheter des voix. D'autres Républicains en firent de même à New York.
À mesure que les rapports de l'élection arrivaient, il devenait clair que le résultat serait très serré. Les démocrates avaient remporté la plupart des États du Sud ainsi que New York, l'Indiana, le Connecticut et le New Jersey. Le vote populaire était également en faveur de Tilden mais les républicains réalisèrent que s'ils gagnaient les trois derniers États du Sud sous occupation militaire et certains États de l'Ouest, ils pourraient obtenir une majorité au Collège électoral.

### Controverse sur les résultats
Le 11 novembre, quatre jours après l'élection, Tilden avait remporté 184 grands électeurs soit une voix de moins que la majorité. Hayes en avait 166 et les 19 votes de la Louisiane, de la Caroline du Sud et de la Floride étaient encore en doute. Du fait des larges fraudes organisées par les deux partis dans les trois États disputés, les résultats étaient incertains et les républicains et les démocrates revendiquèrent tous deux la victoire. Pour compliquer les choses, l'un des trois grands électeurs de l'Oregon (remporté par Hayes) avait été disqualifié, ce qui ramenait le nombre de votes pour Hayes à 165 et celui des votes disputés à 20,.

Résultats de l'élection de 1876 avec les États remportés par Hayes en rouge et ceux par Tilden en bleu.

Il y avait un débat considérable pour savoir qui de la Chambre des représentants démocrate ou du Sénat républicain avait l'autorité suffisante pour décider du sort des voix des États du Sud. En janvier 1877, la question restant toujours irrésolue, le Congrès accepta de soumettre le problème à une commission électorale bipartite qui serait autorisée à déterminer le destin des votes disputés. La commission devait être composée de cinq représentants, de cinq sénateurs et de cinq juges de la Cour suprême. Pour respecter l'équilibre des deux partis, celle-ci compterait sept démocrates, sept républicains et le juge David Davis, un indépendant respecté par les deux camps. La balance fut déséquilibrée lorsque les démocrates de l'assemblée générale de l'Illinois élurent Davis au Sénat pour obtenir son vote. Cependant, Davis les déçut car il prétexta son élection au Sénat pour se retirer de la commission. Comme tous les autres juges étaient républicains, le juge Joseph P. Bradley, considéré comme le plus indépendant d'entre eux fut choisi comme quinzième membre de la commission. Celle-ci se réunit en février et les huit républicains accordèrent les 20 votes incertains à Hayes. Ulcérés par cette décision, les démocrates empêchèrent le Congrès d'accepter les décisions de la commission.
Comme le 4 mars, le jour de l'investiture approchait, les chefs des deux partis se rencontrèrent au Wormley's Hotel de Washington pour négocier un compromis. En échange de l'acceptation par les démocrates de la décision de la commission, Hayes retirerait les troupes fédérales du Sud et accepterait l'élection de gouvernements démocrates dans les derniers États du Sud sous occupation militaire. Les démocrates acceptèrent et Hayes fut désigné président le 2 mars.

## Présidence 1877-1881

### Investiture

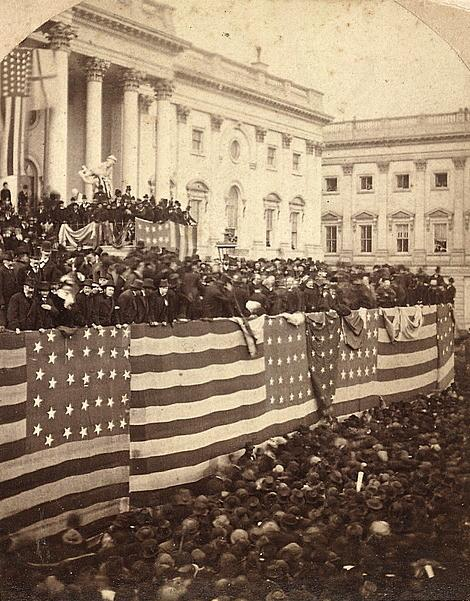
Investiture de Hayes devant le Capitole des États-Unis

Comme le 4 mars 1877 était un dimanche, Hayes prêta serment en privé le samedi 3 mars dans la Red Room de la Maison-Blanche. Il prêta serment publiquement le lundi suivant sur le portique oriental du Capitole des États-Unis. Dans son discours d'investiture, Hayes tenta d'apaiser les tensions des dernières semaines en déclarant « qui sert bien son parti sert bien son pays ». Il promit de soutenir des « gouvernements locaux pacifiques, honnêtes et sages » dans le Sud ainsi que des réformes de la fonction publique et un retour complet à l'étalon-or. En dépit de ces messages de conciliation, de nombreux démocrates ne considérèrent jamais l'élection de Hayes comme étant légitime et le surnommaient « Rutherfraud » ou « His Fraudulency ».

### Droits civiques et fin de la Reconstruction
Hayes avait été un fervent partisan des politiques de Reconstruction républicaines tout au long de sa carrière politique mais le premier acte marquant de sa présidence fut de mettre un terme à la Reconstruction et de lever la tutelle sur les États du Sud. Même sans les conditions du compromis signé au Wormley's Hotel, Hayes aurait eu du mal à poursuivre la politique de ses prédécesseurs. La Chambre des représentants était contrôlée par une majorité démocrate qui refusait de financer les troupes stationnées dans le Sud et même parmi les républicains, la volonté de poursuivre la Reconstruction s'affaiblissait. Seuls deux États étaient encore sous l'égide de gouvernements militaires lorsque Hayes accéda à la présidence et sans troupes pour les faire respecter, les droits civiques des Afro-américains furent rapidement menacés,.
Les tentatives ultérieures de Hayes pour protéger les droits des noirs du Sud furent inefficaces tout comme celles visant à reconstruire l'influence républicaine dans le Sud. Il parvint cependant à contrer les efforts du Congrès pour affaiblir le contrôle fédéral sur les élections fédérales. Les démocrates du Congrès votèrent le financement de l'armée en 1879 avec un cavalier législatif qui abrogeait les Force Acts. Ces législations, adoptées durant la Reconstruction, rendaient criminel le fait d'empêcher quelqu'un de voter au nom de sa couleur de peau. Hayes était déterminé à protéger les électeurs noirs et il posa son veto à la loi. Les démocrates ne disposaient pas de la majorité des deux tiers nécessaires pour contourner le veto mais ils firent passer une nouvelle loi avec le même cavalier. Hayes posa son veto une fois de plus et le processus se répéta à trois reprises. Finalement, Hayes signa la loi sans le cavalier problématique mais le Congrès refusa de voter la loi finançant les officiers fédéraux qui étaient chargés de faire respecter les Force Acts. Les lois électorales restaient en vigueur mais les fonds nécessaires à leur application étaient restreints.
Hayes tenta ensuite de réconcilier les mœurs sociales du Sud avec les droits civiques récemment accordés en utilisant le clientélisme avec les démocrates du Sud. Hayes écrivit dans son journal, « Ma tâche était d'effacer la question raciale, d'abolir le sectarisme, de mettre fin à la guerre et d'apporter la paix. Pour cela, j'étais prêt à avoir recours à des mesures inhabituelles et à risquer ma place et ma réputation au sein du parti et du pays ». Tous ses efforts furent vains ; Hayes ne parvint pas à convaincre le Sud d'accepter l'idée d'égalité raciale et échoua à convaincre le Congrès de faire appliquer le Civil Rights Act de 1875.

### Réforme de la fonction publique

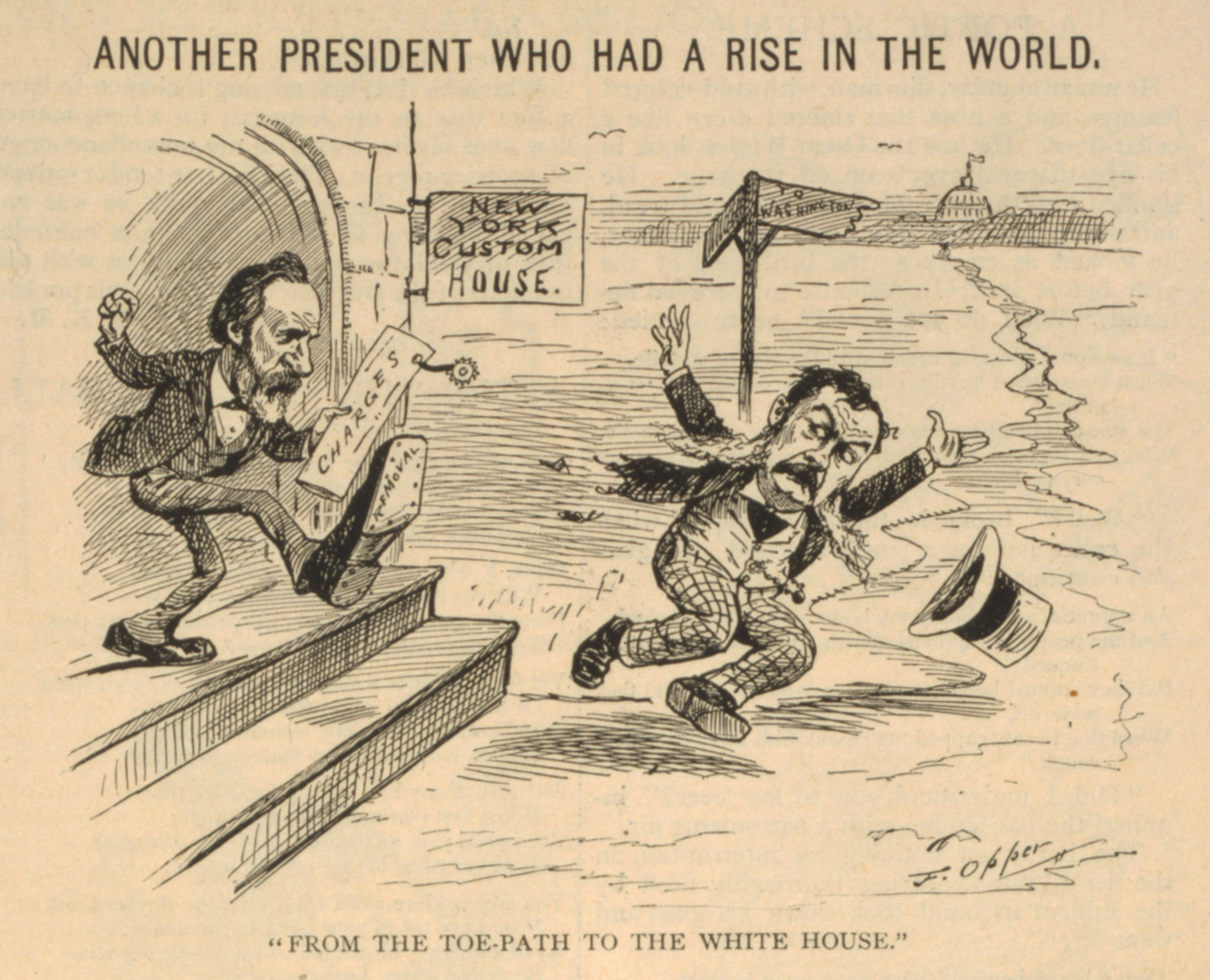
Hayes chassant Chester A. Arthur du bureau des douanes de New York.

Hayes était déterminé à réformer le système de nomination des fonctionnaires qui était fondé sur le système des dépouilles depuis la présidence d'Andrew Jackson. Au lieu de nommer des partisans aux postes de hauts fonctionnaires, Hayes préféra récompenser le mérite après un concours que tous les candidats devaient passer. Immédiatement, la demande de réforme de Hayes l'opposa aux stalwarts, ou pro-dépouilles, une aile du parti républicain. Les sénateurs des deux partis étaient habitués à être consultés pour les nominations et se retournèrent contre Hayes. Parmi ces adversaires, le sénateur de New York, Roscoe Conkling, était l'un des plus virulents. Pour montrer son attachement à la réforme, Hayes nomma l'un de ses meilleurs défenseurs, Carl Schurz, au poste de secrétaire à l'Intérieur et lui demanda ainsi qu'à William M. Evarts, son secrétaire d'État, d'organiser un comité spécial charger de définir de nouvelles règles pour les nominations fédérales. John Sherman, le secrétaire du Trésor demanda à l'avocat John Jay d'enquêter sur le bureau des douanes de New York où se trouvaient de nombreux fidèles de Conkling. Le rapport de Jay suggérait que le bureau était tellement plein de militants nommés pour des raisons électorales que 20 % des employés étaient inutiles.
Même s'il ne pouvait pas convaincre le Congrès de mettre fin au système des dépouilles, Hayes émit un ordre exécutif qui interdisait aux administrateurs fédéraux de faire des donations pour les campagnes électorales et de prendre part à la vie politique. Chester A. Arthur, le percepteur des douanes du port de New York, et ses subordonnés Alonzo B. Cornell (en) et George H. Sharpe, tous trois des partisans de Conkling, refusèrent d'obéir à cet ordre. En septembre 1877, Hayes demanda la démission des trois hommes qui refusèrent de la donner. Il soumit la nomination de Theodore Roosevelt, Sr., de L. Bradford Prince et d'Edwin A. Merritt, tous partisans d'Evarts, le rival de Conkling au Sénat, pour les remplacer. Le comité du commerce du Sénat, que Conkling présidait, vota unanimement pour rejeter ces nominations et Merritt ne fut nommé que parce que le mandat de Sharpe arrivait à son terme.

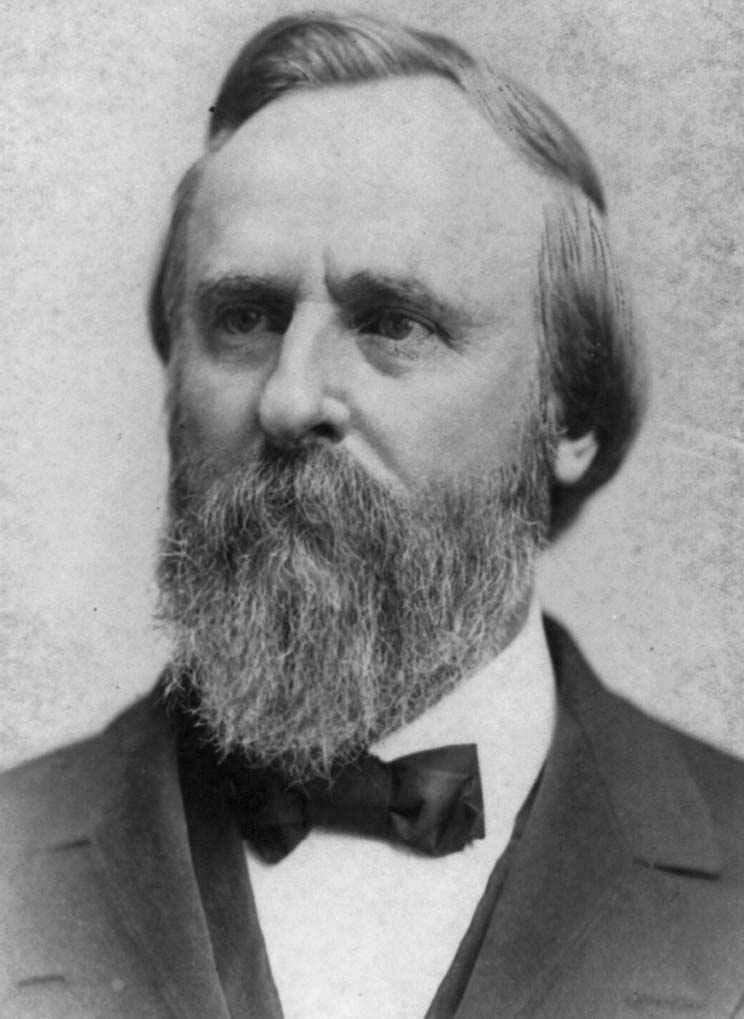
Hayes en 1879.

Hayes dut attendre jusqu'en juillet 1878 lorsque, durant la vacance sénatoriale, il limogea Arthur et Cornell et les remplaça (en) respectivement par Merrit et Silas W. Burt,. Conkling s'opposa à ces nominations lorsque le Congrès se rassembla à nouveau en février 1879 mais les deux furent approuvées. Durant la fin de son mandat, Hayes pressa le Congrès d'adopter des réformes et utilisa son dernier discours sur l'état de l'Union au Congrès le 6 décembre 1880 pour promouvoir cette idée. Si de telles évolutions ne furent pas votées au cours de la présidence de Hayes, ses efforts fournirent une base pour le Pendleton Act de 1883 signée par le président Chester Arthur. Hayes autorisa quelques exceptions à l'interdiction sur les donations ce qui permit à George C. Gorham, secrétaire du comité républicain, de solliciter des contributions de la part de fonctionnaires durant les élections de mi-mandat de 1878.
Hayes dut également gérer la corruption au sein du service postal. La distribution du courrier était alors attribuée à des sous-traitants et du fait de la rapide expansion vers l'Ouest, le nombre de nouvelles routes postales était en forte augmentation. L'attribution des contrats sur ces star routes entraînait une importante corruption et en 1880, Schurz et le sénateur John A. Logan demandèrent à Hayes d'y mettre fin et de licencier le second assistant Postmaster General, Thomas J. Brady, le présumé chef du système de fraudes. Hayes mit fin aux contrats sur les nouvelles star routes mais les contrats existants étaient toujours valables. Le Postmaster General, Horace Maynard, déclara que le public voulait que son courrier soit livré avec « certitude, rapidité et sécurité » et qu'il ne s'intéressait pas à la manière dont les routes postales étaient établies. Les démocrates accusèrent Hayes d'avoir repoussé une inspection pour ne pas gêner les chances républicaines lors de l'élection de 1880 mais n'utilisèrent pas le scandale car des membres des deux partis étaient impliqués. L'historien Hans L. Trefousse écrivit plus tard que Hayes « connaissait à peine le principal suspect [Brady] et n'avait certainement aucun lien avec la corruption ». Bien que Hayes et le Congrès aient tous les deux étudié les contrats et n'aient trouvé aucune preuve manifeste de corruption, Brady et les autres furent inculpés pour association de malfaiteurs en 1882. Après deux procès, les accusés furent acquittés en 1883.

### Grande grève des cheminots

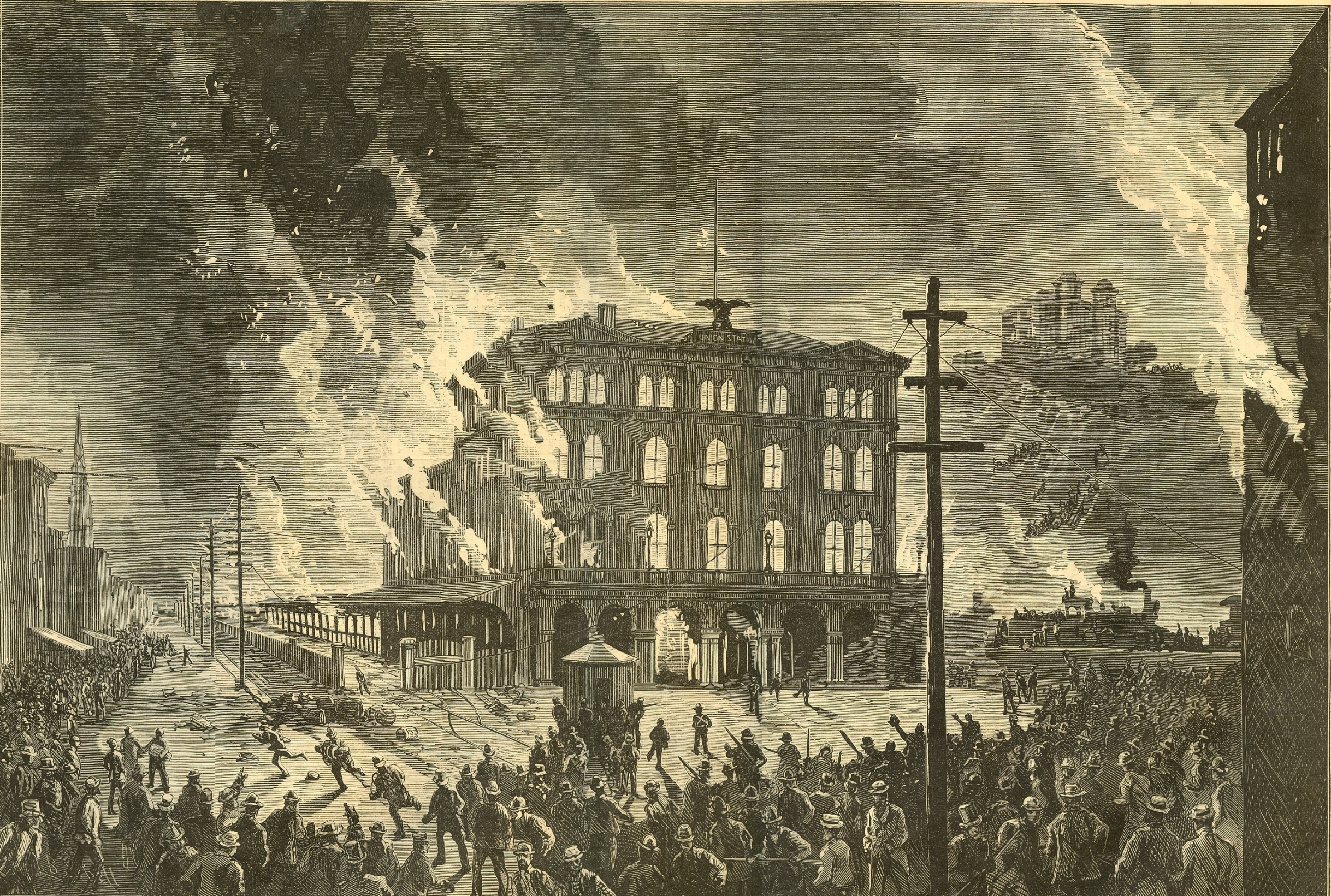
Incendie du dépôt de Pittsburgh dans la nuit du 21 juillet- 1877- au 22 juillet 1877.

Au cours de sa première année de présidence, Hayes dut affronter la plus grande grève que les États-Unis avaient connus jusque-là, la grande grève des cheminots (en) de 1877. Afin de compenser les pertes financières subies lors de la panique de 1873, les principales compagnies ferroviaires avaient réduit les salaires de leurs employés à plusieurs reprises en 1877. En juillet, les travailleurs de la Baltimore and Ohio Railroad stoppèrent le travail à Martinsburg en Virginie-Occidentale pour protester contre les réductions de salaire. La grève se propagea rapidement aux compagnies de New York Central, d'Erie et de Pennsylvanie et les grévistes se comptèrent vite en milliers. Craignant une émeute, le gouverneur Henry M. Mathews (en) de Virginie-Occidentale, demanda à Hayes d'envoyer des troupes fédérales à Martinsburg ; il le fit mais lorsque ces dernières arrivèrent sur place, elles ne trouvèrent qu'une manifestation pacifique. Une émeute éclata cependant à Baltimore le 20 juillet et Hayes donna l'ordre aux troupes de Fort McHenry de soutenir le gouverneur dans sa répression mais lorsqu'elles arrivèrent l'émeute était terminée. Pittsburgh fut ensuite sujette à des violences mais Hayes était réticent à envoyer des troupes alors que le gouverneur n'avait rien demandé. D'autres citoyens mécontents rejoignirent les ouvriers du rail dans les émeutes et après quelques jours, il se résolut à envoyer les troupes fédérales pour protéger les propriétés du gouvernement et donna au major-général Winfield Scott Hancock le commandement de la situation. Il s'agissait de la première fois que des forces fédérales étaient utilisées pour briser une grève contre une compagnie privée. L'agitation s'étendit jusqu'à Chicago et Saint-Louis où les grévistes bloquèrent les infrastructures ferroviaires. Le 29 juillet, les émeutes étaient terminées et les troupes fédérales retournèrent dans leurs casernes. Bien qu'aucun soldat fédéral n'ait tué de grévistes ou ne fut tué, les affrontements entre les milices nationales et les grévistes causèrent plusieurs morts dans chaque camp. Les compagnies ferroviaires furent initialement victorieuses car les ouvriers reprirent le travail et les réductions de salaires furent maintenues. L'opinion publique considérait cependant qu'elles étaient responsables des violences et de la grève et elles durent améliorer les conditions de travail et ne firent aucune autre réduction de salaire. Les chefs patronaux félicitèrent Hayes mais son opinion personnelle était plus ambiguë ; comme il l'écrivit dans son journal, « Les grèves ont été brisées par la force mais aucun véritable remède n'a été trouvé. Ne peut-on faire quelque chose en éduquant les grévistes, en contrôlant judicieusement les capitalistes, en appliquant une politique générale habile pour mettre fin ou réduire le mal ? Les grévistes du chemin de fer sont, en règle générale, des hommes justes, sobres, intelligents et industrieux ».

### Débat sur la monnaie

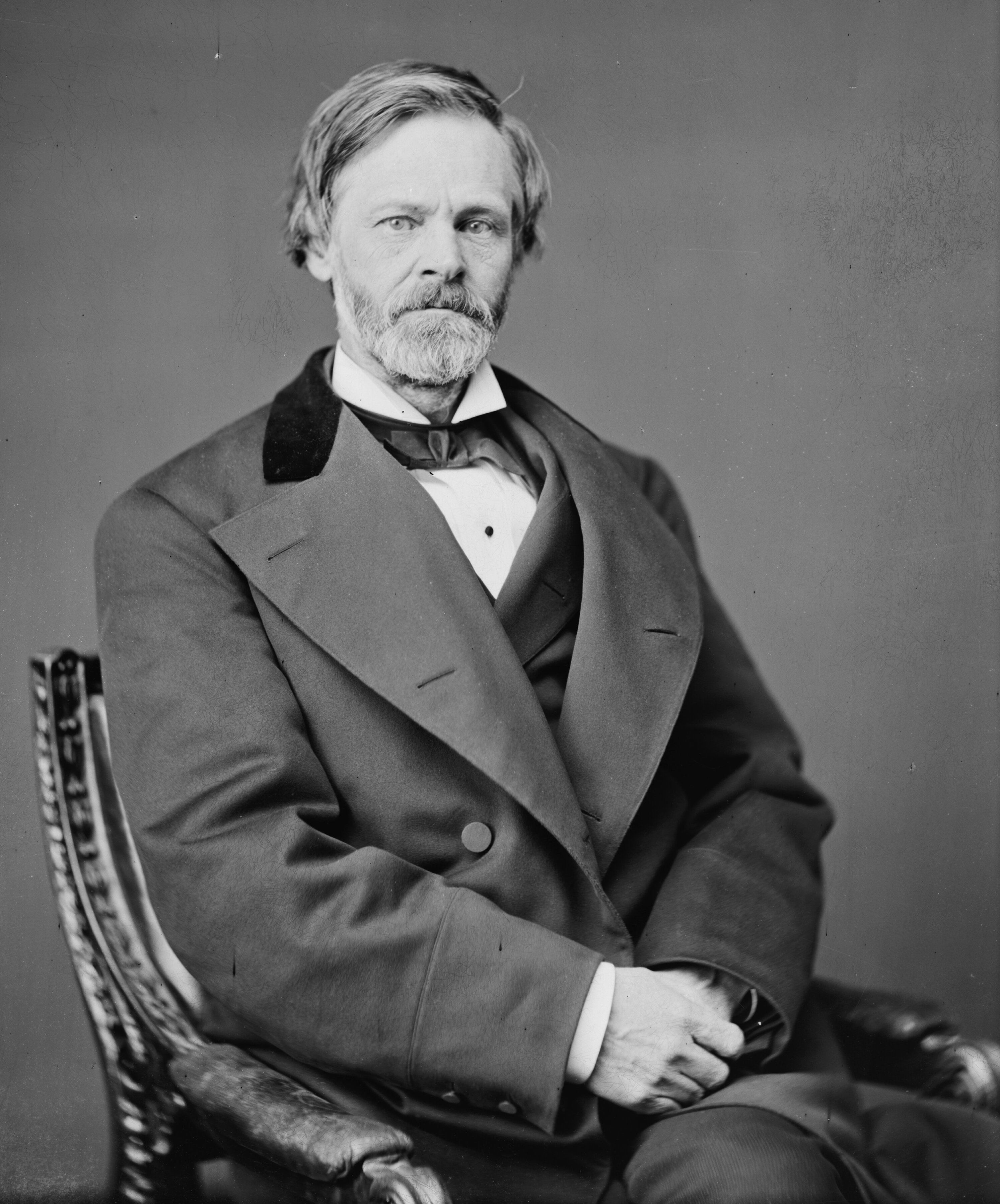
Le secrétaire du Trésor John Sherman travailla avec Hayes sur le retour à l'étalon-or.

Hayes était confronté à deux questions concernant la monnaie. La première était la frappe de l'argent et sa relation avec l'étalon-or. Le Coinage Act de 1873 mit fin à la frappe des pièces en argent pour toutes les pièces de plus d'un dollar afin de lier plus efficacement le dollar à la valeur de l'or. La déflation qui s'ensuivit rendit les effets de la panique de 1873 d'autant plus graves en rendant plus difficile pour les débiteurs de rembourser les dettes contractées quand la monnaie était plus faible. Les agriculteurs et les ouvriers demandaient un retour au bimétallisme pour obtenir une inflation qui restaurerait les valeurs des salaires et des propriétés. Le représentant démocrate du Missouri, Richard P. Bland proposa une loi qui imposerait aux États-Unis de frapper autant d'argent que les mineurs en vendait au gouvernement pour enrayer la raréfaction de la monnaie et aider les débiteurs. William B. Allison, un républicain de l'Iowa proposa un amendement au Sénat limitant la frappe à quatre millions de dollars par mois et le Bland-Allison Act fut adopté par les deux chambres en 1878. Hayes craignait que ce dernier n'entraîne une inflation qui ruinerait le commerce et il considérait que gonfler la monnaie était malhonnête et il posa son veto au texte. Cependant le Congrès passa outre pour la première et dernière fois de la présidence de Hayes.
La seconde question concernait les United States Notes ou greenbacks, une forme de monnaie fiduciaire introduite lors de la guerre de Sécession. Le gouvernement acceptait ces billets lors du paiement des taxes mais à la différence des dollars ordinaires, ils n'étaient pas échangeables contre de l'or. Le Specie Payment Resumption Act de 1875 permettait au Trésor de racheter ces billets contre de l'or pour les retirer de la circulation et créer une unique monnaie adossée à l'étalon-or. Sherman était favorable à cette mesure et commença à stocker de l'or en prévision des échanges à venir. Le public savait qu'il pouvait échanger ses greenbacks contre de l'or mais lorsque la loi entra en vigueur en 1879, très peu le firent. Seuls 130 000 des 346 000 000 $ en circulation furent rachetés. Associé au Bland-Allison Act, cette mesure fut un compromis acceptable entre les inflationnistes et les déflationnistes et lorsque l'économie repartit à la hausse, l'agitation autour des greenbacks et de l'étalon-or se calma pour le reste du mandat de Hayes.

### Politique étrangère

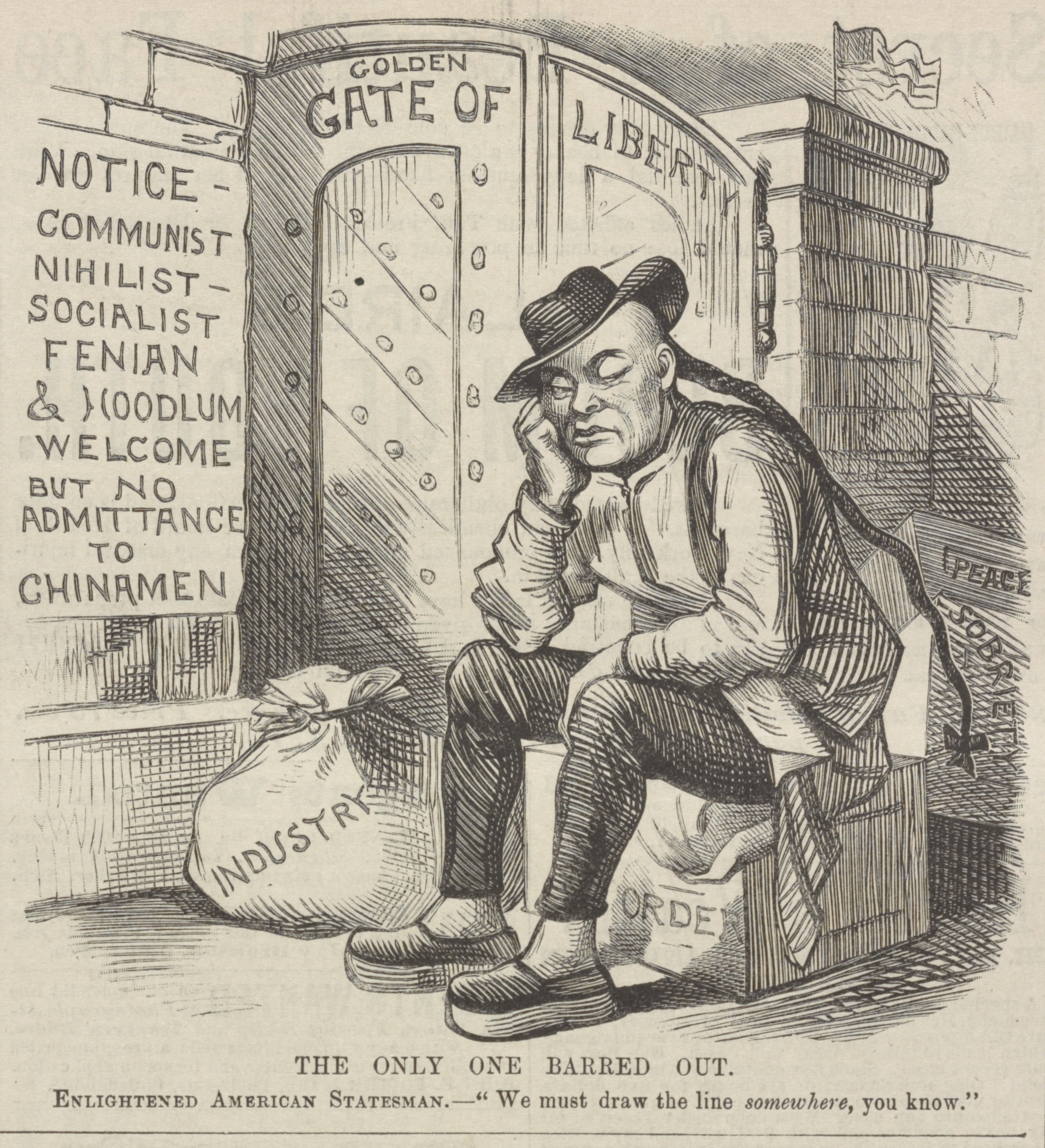
Caricature de 1882 critiquant l'exclusion des immigrants chinois.

La plus grande partie de la politique étrangère de Hayes fut consacrée à l'Amérique latine. En 1878, à la suite de la guerre de la Triple-Alliance, il arbitra un litige frontalier entre l'Argentine et le Paraguay. Hayes régla la dispute en attribuant la région du Gran Chaco au Paraguay et ce dernier le remercia en renommant une ville (Villa Hayes) et un département (Presidente Hayes) en son honneur. Hayes était également préoccupé par le projet de Ferdinand de Lesseps, le constructeur du canal de Suez, visant à construire un canal à travers l'isthme de Panama qui appartenait à la Colombie. Selon lui, « Notre intérêt commercial est supérieur à celui de tous les autres pays, de même que les relations du canal avec notre pouvoir et notre prospérité en tant que Nation. […] Les États-Unis ont le droit et le devoir d’affirmer et de maintenir leur autorité d’intervention sur n’importe quel canal interocéanique qui traverse l’isthme ». Inquiet d'une possible répétition de l'intervention française au Mexique de 1866, Hayes était déterminé à appliquer fermement la doctrine Monroe. Dans un message au Congrès, il exprima son opinion sur le canal : « La politique de ce pays est un canal sous contrôle américain… Les États-Unis n'accepteront pas de céder ce contrôle à une puissance européenne ou à une combinaison de puissances européennes ».
La frontière mexicaine attira également l'attention de Hayes. Tout au long des années 1870, les « bandes de hors-la-loi » traversaient fréquemment la frontière pour mener des attaques au Texas. Trois mois après sa prise de fonction, Hayes autorisa l'armée à poursuivre les bandits même si elle devait franchir la frontière mexicaine. Porfirio Díaz, le président mexicain protesta et envoya des troupes sur la frontière. La tension s'apaisa cependant lorsque Díaz accepta de poursuivre les bandits sur son sol et que Hayes promit de ne pas laisser les révolutionnaires mexicains lever des troupes aux États-Unis. La violence sur la frontière diminua et en 1880, Hayes révoqua l'ordre autorisant les poursuites au Mexique.
En dehors de l'hémisphère occidental, la Chine était la principale préoccupation de Hayes. En 1868, le Sénat avait ratifié le traité de Burlingame qui autorisait une immigration sans restriction des Chinois dans le pays. Avec la contraction de l'économie à la suite de la panique de 1873, les immigrants chinois furent accusés de faire baisser les salaires des travailleurs. Durant la grande grève des cheminots, des émeutes anti-chinoises éclatèrent à San Francisco et un troisième parti appelé le parti des travailleurs, fut formé avec pour principal objectif l'arrêt de l'immigration chinoise. En réponse, le Congrès vota en 1879 une loi qui abrogeait le traité de 1868. Hayes mit son veto à cette loi car il considérait que les États-Unis ne devaient pas abroger des traités sans négociations avec le pays concerné. Le veto fut bien accueilli par les libéraux de l'Est mais Hayes fut violemment attaqué à l'Ouest. Dans leur fureur, les démocrates de la Chambre des représentants tentèrent de lancer une procédure d'impeachment contre lui mais elle échoua lorsque les républicains empêchèrent la création d'un quorum en refusant de voter. Après le veto, le secrétaire d'État assistant Frederick William Seward suggéra que les deux pays s'accordent pour réduire l'immigration et James Burrill Angell et lui négocièrent avec la Chine dans cet objectif. Le Congrès vota une nouvelle loi à ce sujet après le départ de Hayes, la loi d'exclusion des Chinois de 1882.

### Politique amérindienne

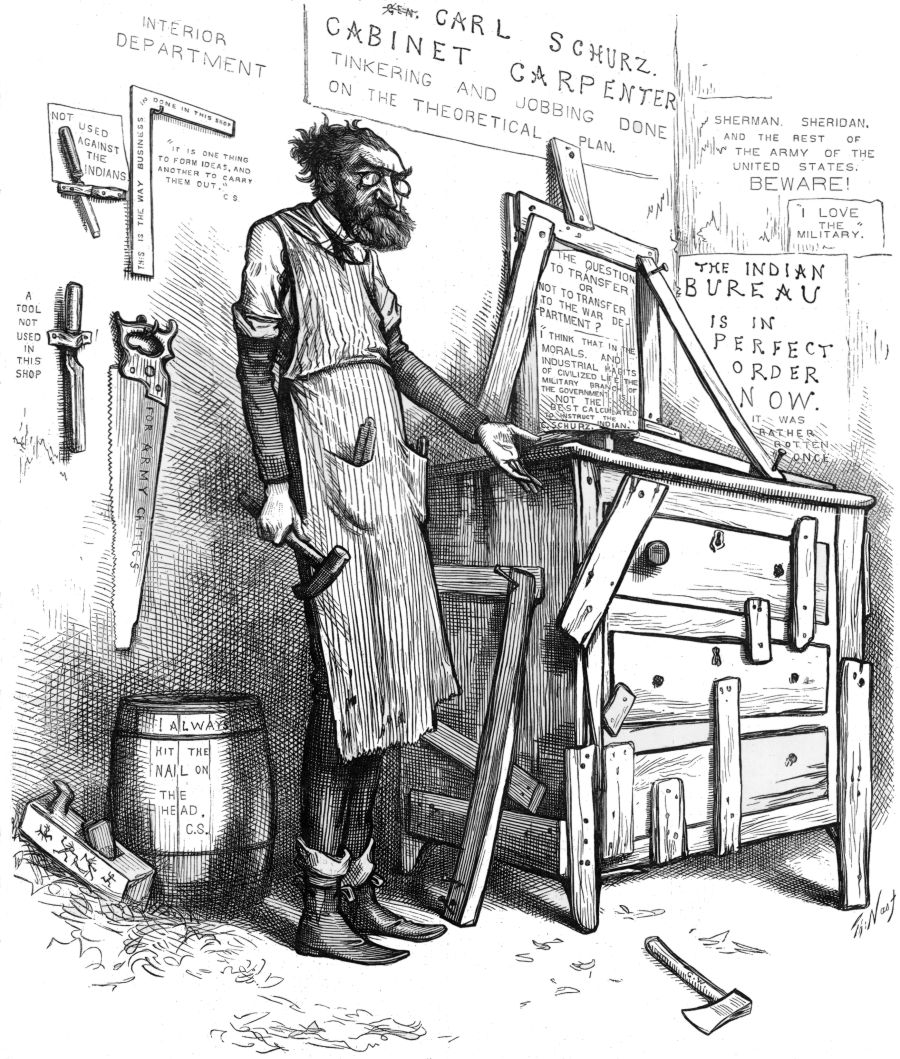
Caricature politique critiquant la gestion du bureau des affaires indiennes par Carl Schurz

Le secrétaire à l'Intérieur Carl Schurz appliqua la politique amérindienne de Hayes et il commença par empêcher le département de la Guerre de prendre le contrôle du bureau des affaires indiennes. Hayes et Schurz menèrent une politique d'assimilation culturelle des Amérindiens qui devait permettre aux tribus d'être autosuffisantes et en paix avec les colons. Le système de distribution de terres était favorisé par les réformateurs libéraux de l'époque dont Schurz mais son application ultérieure se fit au détriment des Amérindiens qui virent leurs terrains vendus à bas prix à des spéculateurs. Les deux hommes réformèrent le bureau des affaires indiennes pour réduire la corruption et donner de plus grandes responsabilités aux Amérindiens dans leurs réserves.
Plusieurs conflits avec les tribus amérindiennes eurent néanmoins lieu sous sa présidence. Les Nez-Percés menés par le chef Joseph se soulevèrent en juin 1877 après que le major-général Oliver O. Howard leur a ordonné de s'installer dans une réserve dans l'Idaho. Les Nez-Percés furent battus et la tribu se lança dans une fuite de 1 800 km vers l'est. En octobre, après une bataille décisive à Bear Paw dans le Montana, le chef Joseph se rendit et le général William T. Sherman ordonna la déportation de la tribu dans le Kansas où elle resta jusqu'en 1885. Ce conflit contre les Nez-Percés ne fut pas le dernier dans l'Ouest car les Bannocks se révoltèrent au printemps 1878 et attaquèrent les implantations voisines avant d'être défaits par l'armée de Howard en juillet. En 1879, les Utes exécutèrent l'agent indien Nathan Meeker qui tentait de les convertir au christianisme. La guerre de la White River qui s'ensuivit se termina par l'expulsion des Utes de leurs terres dans le Colorado.
En 1876, le Congrès décida de déplacer la tribu des Poncas du Nebraska vers le Territoire indien (actuel Oklahoma). Comme les nouvelles terres étaient inadaptées à l'agriculture, les chefs de la tribu refusèrent de s'y installer et rappelèrent le traité de Fort Laramie de 1868 qui garantissait leurs territoires dans le Nebraska. Ils furent néanmoins déplacés de force et le chef Standing Bear porta plainte contre la décision de Schurz de les installer dans le Territoire indien. Dans cette affaire Standing Bear v. Crook, la cour de district conclut que les Amérindiens étaient protégés par l'habeas corpus et qu'ils avaient donc des droits. Les Poncas furent par conséquent indemnisés pour leurs anciennes terres qui avaient été attribuées aux Sioux. Dans un message au Congrès en février 1881, Hayes déclara qu'il « donnerait à ces personnes blessées les mesures de réhabilitation demandées par la justice et l'humanité. »

### Tempérance
Hayes et son épouse Lucy étaient connus pour leur politique d'abstinence à la Maison-Blanche, ce qui valut le surnom de Lemonade Lucy à la première dame. La première réception de Hayes à la Maison-Blanche proposait du vin. Hayes était cependant consterné par les comportements d'ivrognes aux réceptions organisées par les ambassadeurs à Washington et cela le poussa à suivre les convictions tempérantes de son épouse. L'alcool ne fut plus servi à la Maison-Blanche. Les critiques accusèrent Hayes de parcimonie mais il dépensa plus d'argent (qui venait souvent de ses finances personnelles) en ordonnant que tout l'argent économisé en éliminant l'alcool soit utilisé pour des divertissements somptueux. Sa politique de tempérance accrut ses soutiens parmi les protestants et même si le secrétaire d'État Evarts ironisa sur le fait que « l'eau coulait comme le vin » lors des réceptions à la Maison-Blanche, la politique fut un succès et convainquit les prohibitionnistes de voter républicain.

### Administration et cabinet

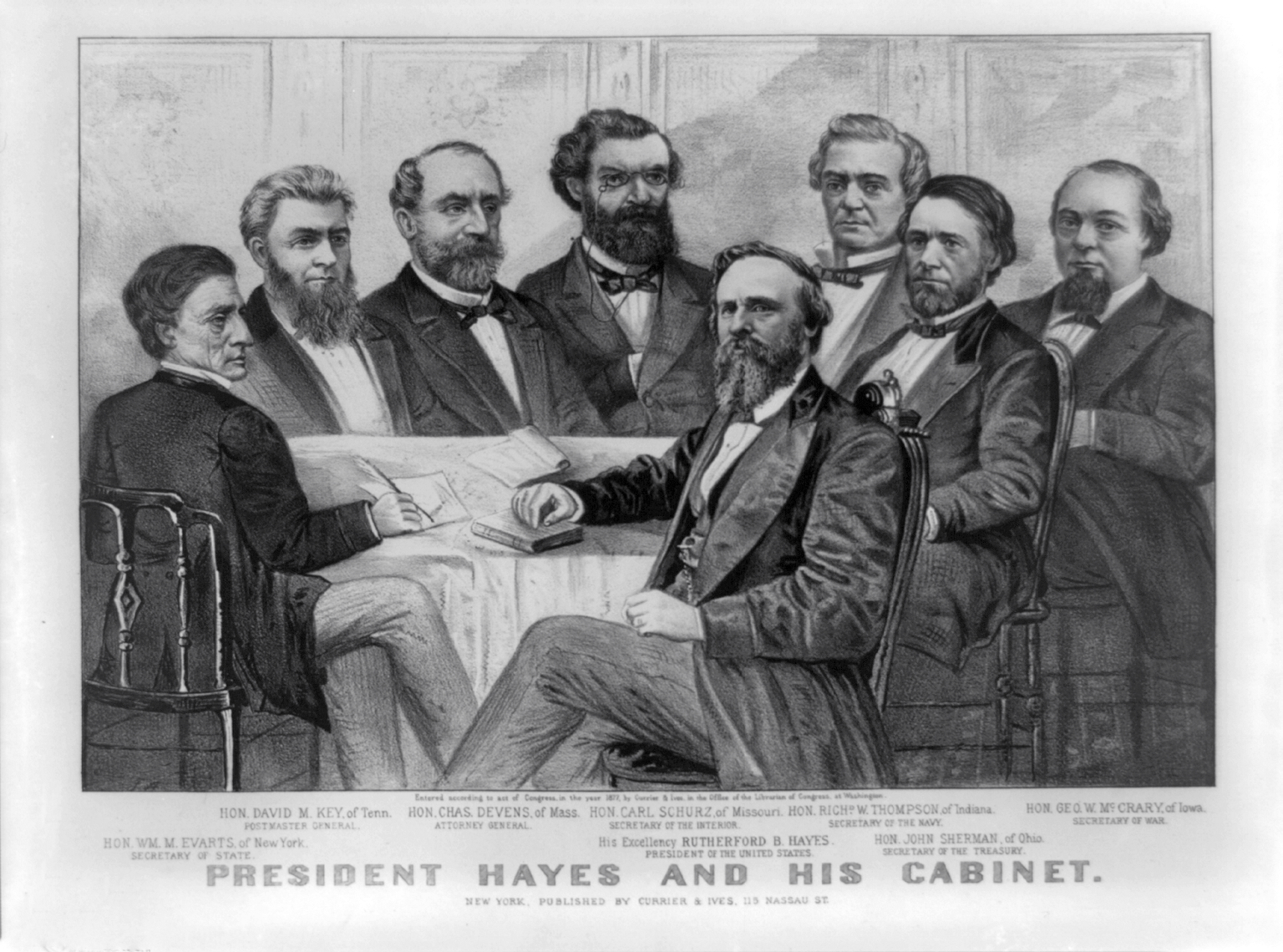
Gravure du Cabinet de Hayes (premier-plan) en 1877 par Currier and Ives. De gauche à droite : William M. Evarts, David M. Key, Charles Devens, Carl Schurz, Richard W. Thompson, John Sherman et George W. McCrary

### Nominations judiciaires

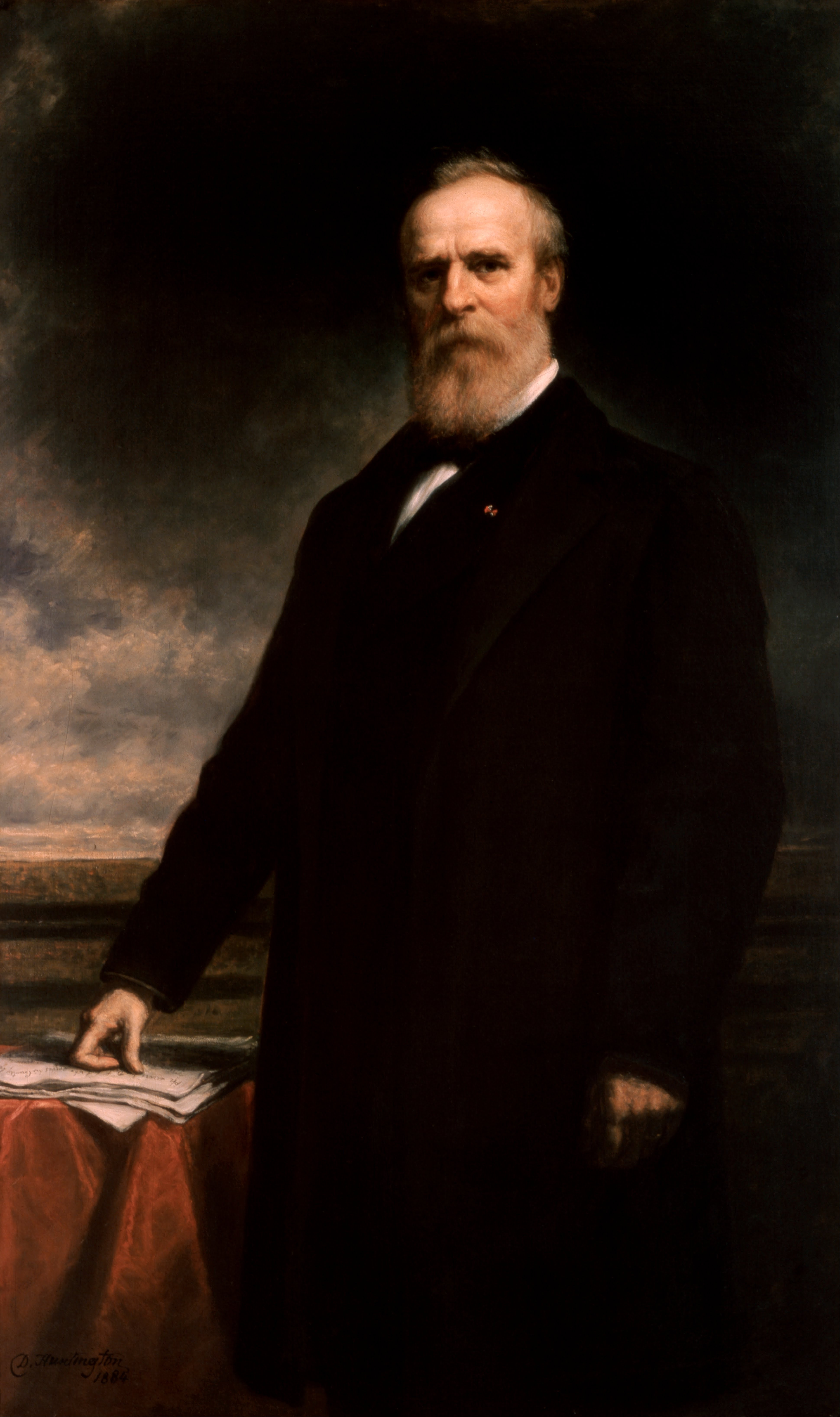
Portrait officiel de Hayes par Daniel Huntington.

Hayes nomma deux juges assesseurs à la Cour suprême. Le premier fut pour remplacer David Davis qui était entré au Sénat lors de la controverse qui avait suivi l'élection présidentielle de 1876. Hayes nomma John Marshall Harlan à ce poste. Harlan avait été un candidat malheureux au poste de gouverneur du Kentucky et avait été l'organisateur de la campagne de Benjamin Bristow en vue de la convention républicaine de 1876 ; Hayes avait également pensé à lui pour le poste de procureur général. Hayes proposa son nom en octobre 1877 mais il fut critiqué pour son manque d'expérience. Sa nomination fut néanmoins confirmée et il resta à la Cour durant 34 ans où il fut un défenseur acharné et souvent en minorité des droits civiques. En 1880, un siège se libéra après la démission du juge William Strong. Hayes nomma alors William Burnham Woods, un juge républicain carpetbagger dans une cour de district de l'Alabama. Woods resta six ans à la Cour et déçut Hayes en interprétant la Constitution d'une manière similaire à celle des démocrates du Sud.
Hayes tenta sans succès de combler un troisième siège vide en 1881. Le juge Noah Haynes Swayne démissionna avec l'espoir que Hayes nomme Stanley Matthews qui était un ami des deux hommes. De nombreux sénateurs s'opposèrent à cette nomination car ils considéraient Matthews comme trop proche des intérêts des compagnies ferroviaires, en particulier celles de Jay Gould. Le Sénat repoussa le vote sur sa nomination. L'année suivante, lorsque James A. Garfield entra à la Maison-Blanche, il proposa à nouveau le nom de Matthews. Cette fois-ci, le Sénat confirma sa nomination par une voix d'avance. Matthews servit durant huit années jusqu'à sa mort en 1889 et son jugement dans l'affaire Yick Wo v. Hopkins en 1886 fit progresser les idées de Hayes et les siennes sur la protection des droits des minorités ethniques.
Hayes nomma également quatre juges à des cours de circuit et seize autres à des cours de district.

## Fin de vie et mort

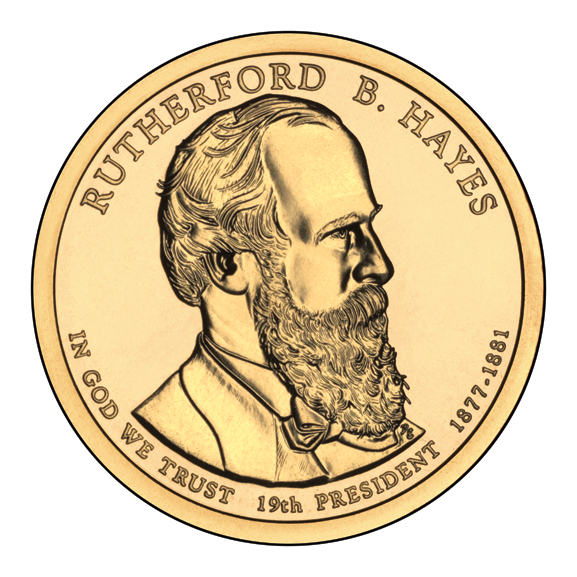
Pièce de la série du dollar présidentiel à l'effigie de Hayes.

Comme il l'avait promis en 1876, Hayes ne se représenta pas pour un second mandat en 1880. Satisfait de la victoire du républicain James Garfield, il le conseilla sur les nominations au sein de son administration. Après l'investiture de son successeur, Hayes et sa famille retournèrent à Spiegel Grove. Même s'il était resté un républicain fidèle, Hayes ne fut pas déçu par la victoire de Grover Cleveland en 1884 car il approuvait ses idées sur la réforme de la fonction publique. Il était également ravi de l'ascension politique de son compagnon d'armes et protégé, William McKinley.
Hayes se fit un avocat actif de réformes de l'éducation et demanda des subventions fédérales pour tous les enfants. Il considérait l'éducation comme le meilleur moyen de combler les divisions de la société américaine et un moyen de s'améliorer soi-même. En 1887, Hayes fut nommé au comité d'administration de l'université d'État de l'Ohio, l'école qu'il avait aidé à fonder lorsqu'il était gouverneur de l'État. Il encouragea l'enseignement professionnel et écrivit : « Je prêche l'évangile du travail, je crois que le travail qualifié fait partie de l'éducation ». Il pressa, sans succès, le Congrès de voter une loi rédigée par le sénateur Henry W. Blair (en) qui aurait pour la première fois autorisé des aides fédérales pour l'éducation. Hayes fit un discours en 1889 pour encourager les étudiants noirs à demander des bourses pour des études supérieures. Un de ces étudiants, W. E. B. Du Bois décrocha un doctorat en 1892 et devint un ardent défenseur des droits civiques. Hayes défendit également des réformes pour améliorer les conditions de vie dans les prisons.
Hayes fut grandement affecté par la mort de sa femme en 1889 et il écrivit que l'« âme de Spiegel Grove avait disparu » lorsqu'elle mourut. Après la mort de Lucy, sa fille Fanny resta avec lui et il profita des visites de ses petits-enfants. En 1890, il présida la conférence du lac Mohonk sur la question noire, un rassemblement de réformateurs dans le nord de l'État de New York qui échangeaient sur les questions raciales. Hayes mourut des suites d'une crise cardiaque dans sa maison le 17 janvier 1893. Ses derniers mots furent : « Je sais que je vais rejoindre Lucy ». Le président élu Grover Cleveland et le gouverneur de l'Ohio William McKinley menèrent le cortège funèbre jusqu'au cimetière Oakwood de Fremont.

## Héritage
Après le legs de sa maison à l'État de l'Ohio en 1915, Hayes y fut réenterré. L'année suivante, le musée commémoratif Rutherford B. Hayes (en) fut la première bibliothèque présidentielle des États-Unis à avoir été inaugurée grâce à des fonds provenant de l'État de l'Ohio et de la famille de Hayes.
Il est joué par Joseph King dans le film The Flag of Humanity de Jean Negulesco sorti en 1940 et John Dilson dans Buffalo Bill de William A. Wellman sorti en 1944.
Il apparaît comme personnage principal de l'album de Lucky Luke L'Homme de Washington paru en 2008 après être apparu comme personnage secondaire dans l'album Sarah Bernhardt paru en 1982.
Dans la série The American West de John Ealer, il est joué par Jim Jackman en 2016.